# Épine ischiatique
L'épine ischiatique (ou épine sciatique) est une saillie osseuse aplatie et triangulaire située sur le bord postérieur du corps de l'ischion qui forme le bord postérieur de l'os coxal.

## Description
L'épine ischiatique sépare la grande incisure ischiatique en haut de la petite incisure ischiatique en bas.
Sa face médiale donne insertion au muscle élévateur de l'anus et au muscle coccygien. Sur son sommet s'insère le ligament sacro-épineux.
Le nerf pudendal passe à proximité de l'épine ischiatique.

## Aspect clinique
L'épine ischiatique peut servir de repère dans l'anesthésie pudendale du fait de sa proximité avec le nerf pudendal.